# 五ヶ所浦
五ヶ所浦（ごかしょうら）は、三重県度会郡南伊勢町の地名。2015年10月1日現在の面積は4.828243163km2。一般に「浦」を省略して五ヶ所と呼ばれている。
五ヶ所湾沿岸および南伊勢町の中心的な地区である。

## 地理
南伊勢町東部、旧南勢町のほぼ中央に位置する。五ヶ所湾の湾頭に位置し、水産業の面で湾全体を取り仕切るのに都合が良い場所である。河口の小さな三角州上に集落が開ける。集落の中心には三重交通の五ヶ所バスセンターがあり、商店街が形成されている。
- 山：馬山、経ヶ峰、五ヶ所浅間山（五ヶ所富士）、龍仙山、城山（じょやま）
- 川：五ヶ所川
- 島：獅子島（面積：33a[WEB 6]）、御所島

北西は伊勢路、北東は切原、東は飯満（はんま）、南西は中津浜浦、西は船越と接する。南側は海に面している。海側では毎年春に大潮で広大な干潟が出現し、三重外湾漁業協同組合（旧くまの灘漁業協同組合）の主催で稚貝を放流し、潮干狩りができたが、2014年現在アサリの生育が不良で潮干狩りはできなくなった。
産業としては、ミカン（五ヶ所みかん）の栽培、海苔や鯛の養殖が盛んであり、伊勢志摩国立公園の一角として、旅館や民宿も多い。
獅子島にはハマジンチョウが自生し、本州では唯一の生育地となっている。「獅子島の樹叢」の名称で1955年（昭和30年）4月7日に三重県指定天然記念物となった。

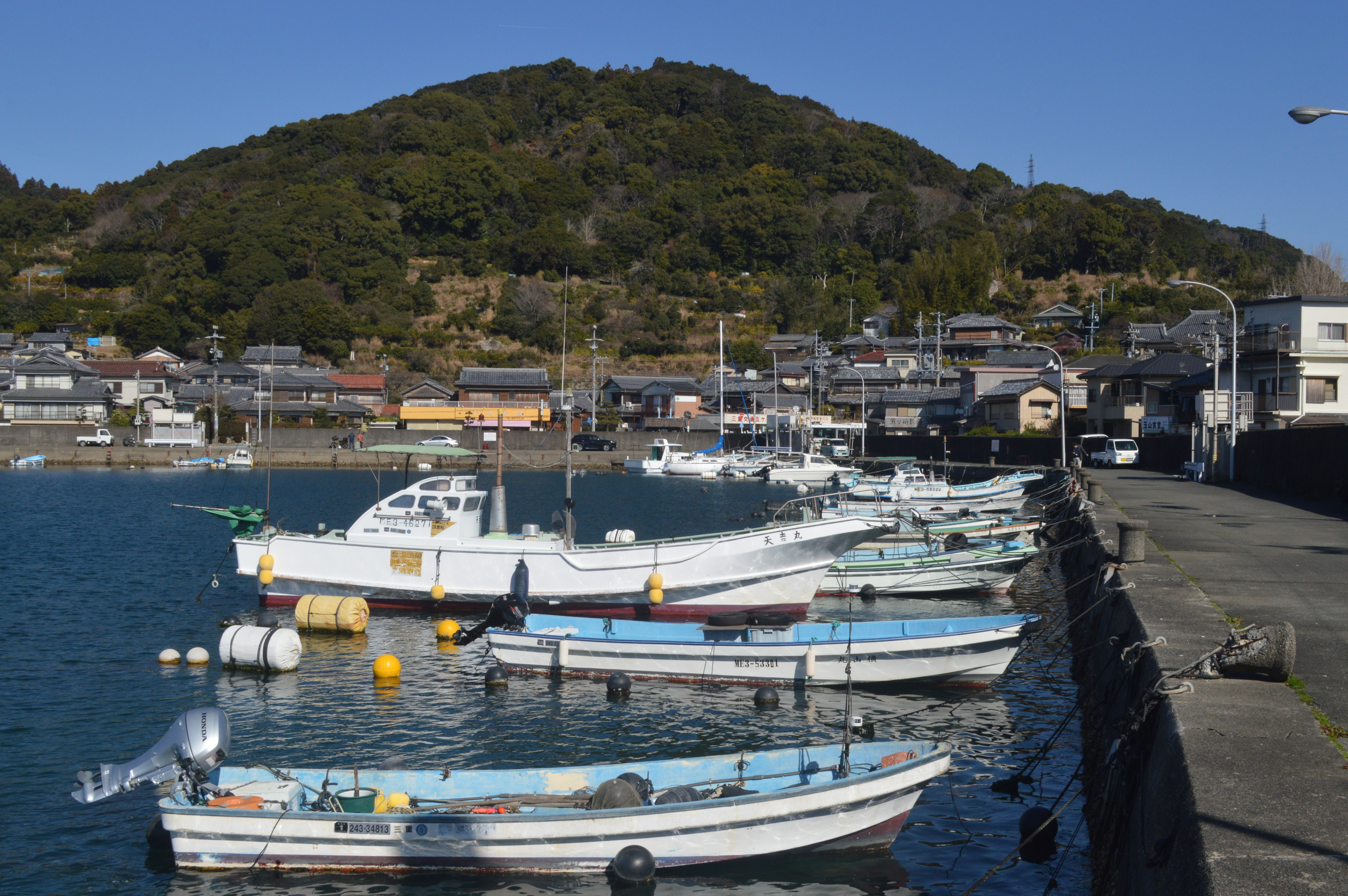
五ヶ所湾漁港
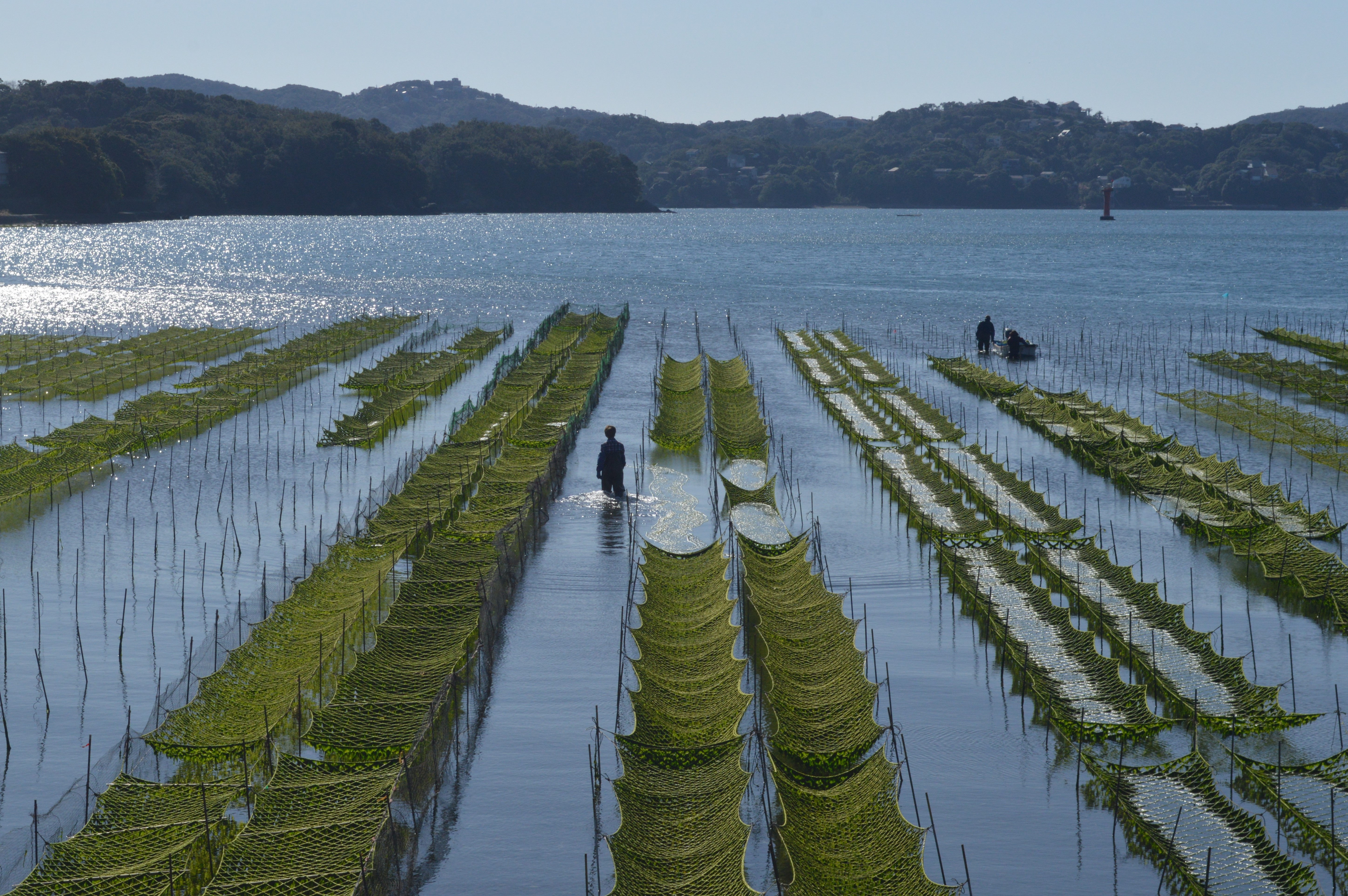
五ヶ所湾のノリ養殖
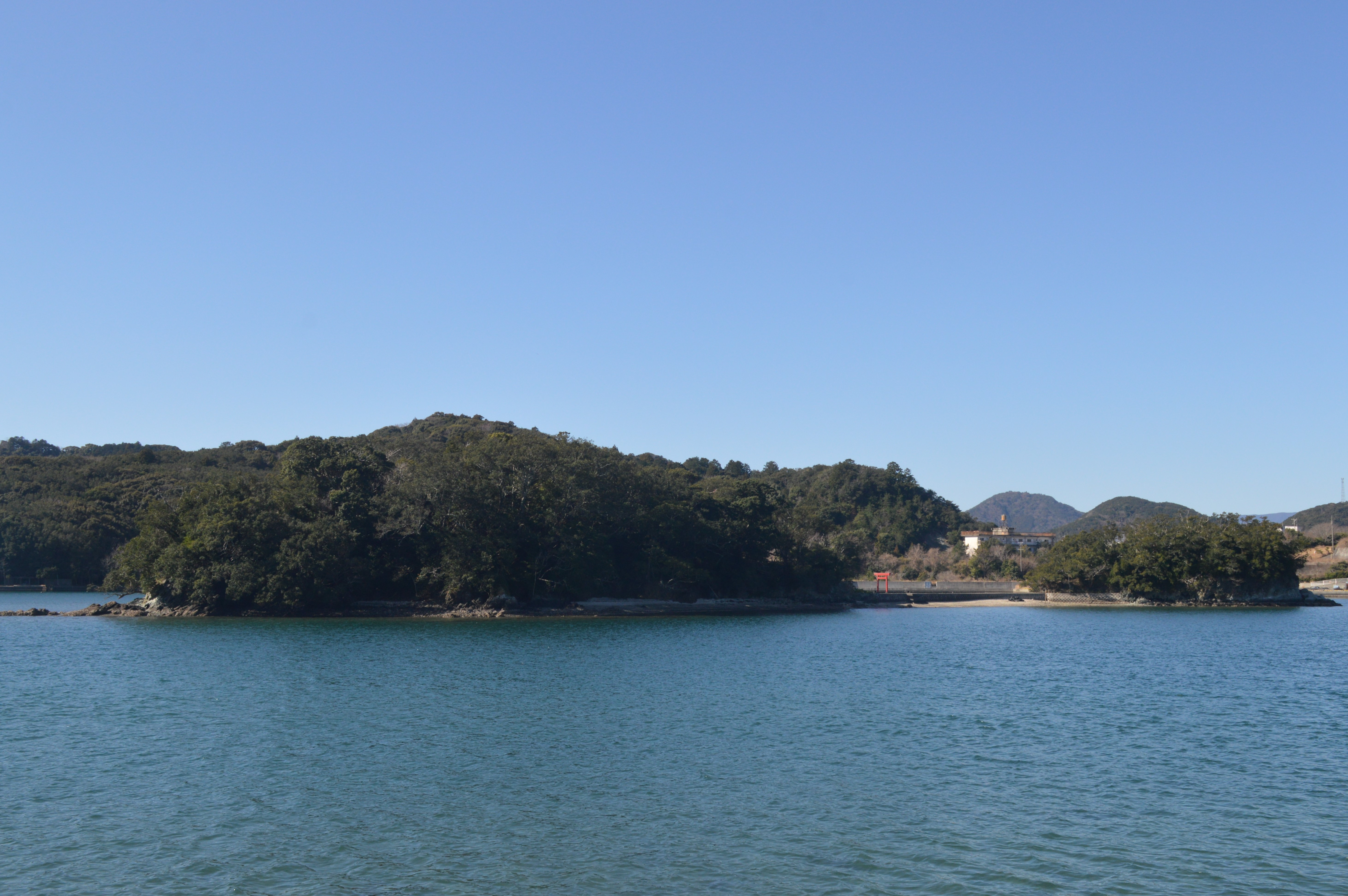
獅子島

## 歴史

### 原始から中世
五ヶ所浦では、岩崎遺跡からチャートや讃岐岩（サヌカイト）でできた剥片が出土しており、旧石器時代のものと考えられている。地区の東部では、縄文時代の遺跡群や貝塚も見つかっている。町立南伊勢病院付近にある岡山下（しゅんど）貝塚は、約1mの厚さがあり、石棒や石斧、土器が出土したと伝わるが、現存しない。また、同病院増築の際には弥生土器が2つ見つかった。
古代から少なくとも室町時代中期頃までは志摩国英虞郡に属していたが、後に伊勢国度会郡へ編入された（詳細な時期は不明である）。

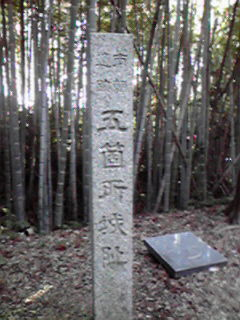
五箇所城跡

中世の史料『法楽寺文書紛失記』や『釈尊寺手継案』によれば、当時は「五箇瀬」・「五ケ瀬」（ごかせ）と呼ばれていたようであるが、宝徳3年10月（ユリウス暦：1451年10月）に「五ケ所」の表記が出現し、以後はこの名称で定着する。この頃、南北朝時代に南朝方についた愛洲氏が、五ヶ所浦北東の小高い丘の上に五箇所城を築いていた。五箇所城は天正4年（1576年）、北畠氏の攻撃を受け落城、城主の愛洲重明は志摩国迫子（現在の志摩市浜島町迫子）まで逃げた後、自害したと伝えられる。ただし、五箇所城と愛洲氏の関係に関しては、史料不足のため不明な点が多い。五箇所城の落城後は北畠氏の配下となり、田丸中務の弟・虎熊が五ヶ所に入り統治したとされる。

### 近世
江戸時代には伊勢国度会郡慥柄組（たしからぐみ）に属した。初期の頃は田丸藩領で、元和3年（1617年）に津藩へ、元和5年（1619年）に紀州藩田丸領へ変遷した。当初は五ヶ所村だったが、後に農業主体の東部（山方）は「五ヶ所村」、農業に加え漁業も営む西部（浦方）は「五ヶ所浦」を名乗り、分裂した。
山方の五ヶ所村は、地形の制約で大規模な新田開発はできず、薪を作ったり、江戸に奉公に出たりする者があった。主な産物に茶やタバコがあった。湾奥という立地上、津波の被害に遭っており、宝永4年（1707年）には72戸のうち63戸が被災し、安政元年（1855年）には死者1名、流失30軒などの被害を受け、山際へ移ることとなった。
浦方の五ヶ所浦は、湾奥に位置したため、海域上の争いが絶えず、延宝2年（1674年）に隣村の仲立ちで木谷村・下津浦との間で調停が成立した後も争いは繰り返された。この地には寛永16年8月（グレゴリオ暦：1639年8月）に紀州藩が御番所を置き、牟婁郡錦村（現在の度会郡大紀町錦）までの浦村の巡検を行っていた。文化2年5月5日 (旧暦)（グレゴリオ暦：1805年6月2日）、英虞郡南張村（現在の志摩市浜島町南張）から海岸線に沿って伊能忠敬の測量隊が訪れ、医王寺で2泊した。安政2年（1855年）には南番所に台場を設け、有事の備えとした。『棟花』によれば、砲の口径は約75cm、射程は約1kmだったという。

### 近代
1875年（明治8年）、山方の五ヶ所村と浦方の五ヶ所浦が統合し、五ヶ所浦となる。1879年（明治12年）に伊勢路山入会地問題が解消、1882年（明治15年）には下津浦や木谷村との海面問題が裁判に持ち込まれ、勝訴した。1889年（明治22年）には周辺4村と合併し五ヶ所村五ヶ所浦となり、村役場が置かれ、1890年（明治23年）には剣峠を越えて度会郡宇治山田町（現在の伊勢市）に至る街道（現在の三重県道12号伊勢南勢線）が開かれ、村の中心としての機能を持った。この頃には主産業が茶の栽培から養蚕に変化した。
明治時代も末になるとウンシュウミカンが持ち込まれて栽培が盛んになり、1907年（明治40年）には御木本真珠が五ヶ所湾に進出するなど産業構造が変化した。特に御木本真珠は昭和初期に真珠養殖の本拠地を五ヶ所浦小字野添に移し、最盛期の1930年（昭和5年）頃には五ヶ所村の就業人口の6割が御木本真珠で勤めるに至った。こうした中、五ヶ所村は1940年（昭和15年）に町制を施行し五ヶ所町となるが、基幹産業の真珠養殖は第二次世界大戦の影響で衰退した。
代わって三井財閥傘下の三井木船建造が1943年（昭和18年）7月8日に進出した。三井木船建造の進出によって五ヶ所浦の工業従事者は急増した。一方で、機銃掃射や爆弾投下など空襲の標的ともなった。また、1944年（昭和19年）の昭和東南海地震に伴う津波によって前田の堤防が流失し、大きな被害をもたらした。

### 現代

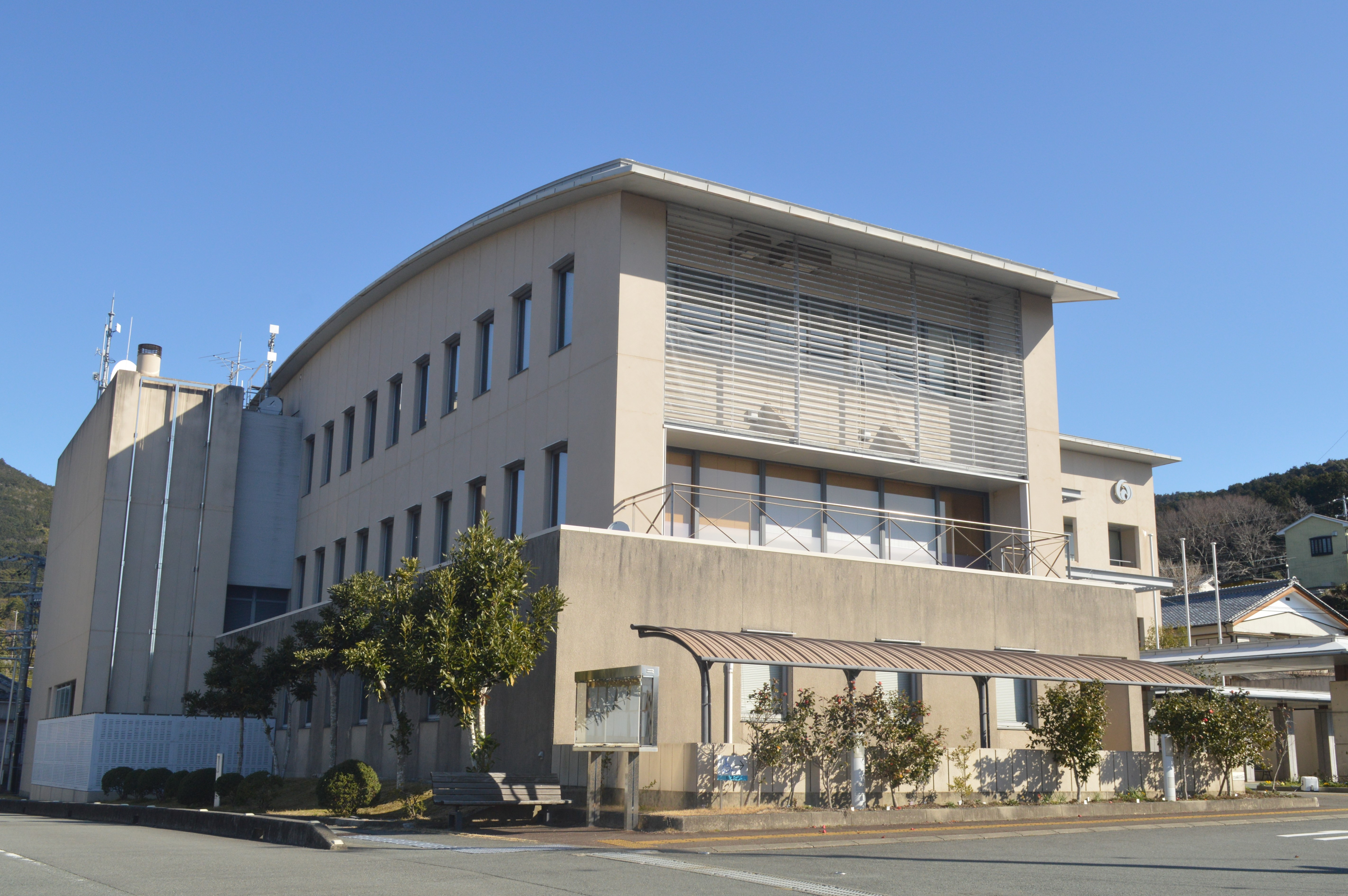
南伊勢町役場

第二次世界大戦後は御木本での勤務経験を経た人々が真珠養殖に乗り出し、1953年（昭和28年）の台風13号、1959年（昭和34年）の伊勢湾台風、1960年（昭和35年）のチリ地震による津波など幾多の困難を乗り越えたが、1967年（昭和42年）頃より下火になっていった。真珠養殖業者はタイやハマチの養殖に転換、あるいは水産業から撤退して民宿や土産物店など観光業に移行するなど最盛期の4割の事業者が消滅した。五ヶ所みかんの栽培は1960年代の大規模なパイロット事業によって増産体制が敷かれた一方、伊勢市の市場で評価を高めた「五ヶ所小梅」の生産量も増し、1981年（昭和56年）には1aあたりの収益は五ヶ所みかんを凌ぐものとなった。
工業部門では、戦中に進出した三井木船建造が1946年（昭和21年）の大火を期に操業を停止したが、当時の五ヶ所町長を始めとする地元有志が1950年（昭和25年）6月28日に株式会社五ヶ所湾造船鉄工所を設立して造船を続け、1954年（昭和29年）1月5日に宇治山田市大湊町（現在の伊勢市大湊町）の株式会社西井造船所に売却された。西井造船所は1962年（昭和37年）7月10日に西井船渠株式会社となり1973年（昭和48年）には中華人民共和国から999tの冷凍船の建造を受注するなど大きく成長したが、ドルショックやオイルショックを乗り切れずに廃業、町の過疎化要因の1つとなった。
行政面では、1955年（昭和30年）の南勢町、2005年（平成17年）の南伊勢町の発足の後も町役場は五ヶ所浦に置かれたことから、町の中心としての役割を果たし続けている。

### 沿革
- 1889年（明治22年）4月1日 - 町村制施行に伴い、度会郡五ヶ所村五ヶ所浦となる。
- 1940年（昭和15年）2月11日 - 町制を施行し、度会郡五ヶ所町五ヶ所浦となる。
- 1955年（昭和30年）2月11日 - 町村合併により、度会郡南勢町五ヶ所浦となる。
- 2005年（平成17年）10月1日 - 町村合併により、度会郡南伊勢町五ヶ所浦となる。

### 地名の由来
諸説ある。
- 『南勢町史の研究』によれば、五ヶ所川河口に数個の瀬があったことから五ヶ所（ごかせ）となった[6]。
- 『志摩国旧地考』によれば、5村から移住して村を置いたことにちなむ[6]。

## 世帯数と人口
2019年（令和元年）7月31日現在の世帯数と人口は以下の通りである。
| 大字     | 世帯数  | 人口    |
| -------- | ------- | ------- |
| 五ヶ所浦 | 619世帯 | 1,376人 |

### 人口の変遷
1773年以降の人口の推移。2005年以後は国勢調査によるの推移。
| 1773年（安永2年）  | 871人   | [ 6 ]      |  |
| 1869年（明治2年）  | 539人   | [ 10 ]     |  |
| 1882年（明治15年） | 947人   | [ 6 ]      |  |
| 1980年（昭和55年） | 2,036人 | [ 3 ]      |  |
| 2005年（平成17年） | 1,724人 | [ WEB 9 ]  |  |
| 2010年（平成22年） | 1,665人 | [ WEB 10 ] |  |
| 2015年（平成27年） | 1,505人 | [ WEB 11 ] |  |

### 世帯数の変遷
1773年以降の世帯数の推移。2005年以後は国勢調査によるの推移。
| 1773年（安永2年）  | 151戸   | [ 6 ]      |  |
| 1869年（明治2年）  | 97戸    | [ 10 ]     |  |
| 1882年（明治15年） | 187戸   | [ 6 ]      |  |
| 1980年（昭和55年） | 526世帯 | [ 3 ]      |  |
| 2005年（平成17年） | 597世帯 | [ WEB 9 ]  |  |
| 2010年（平成22年） | 596世帯 | [ WEB 10 ] |  |
| 2015年（平成27年） | 566世帯 | [ WEB 11 ] |  |

## 学区
町立小・中学校に通う場合、学区は以下の通りとなる。
| 番・番地等 | 小学校               | 中学校               |
| ---------- | -------------------- | -------------------- |
| 全域       | 南伊勢町立南勢小学校 | 南伊勢町立南勢中学校 |

## 交通

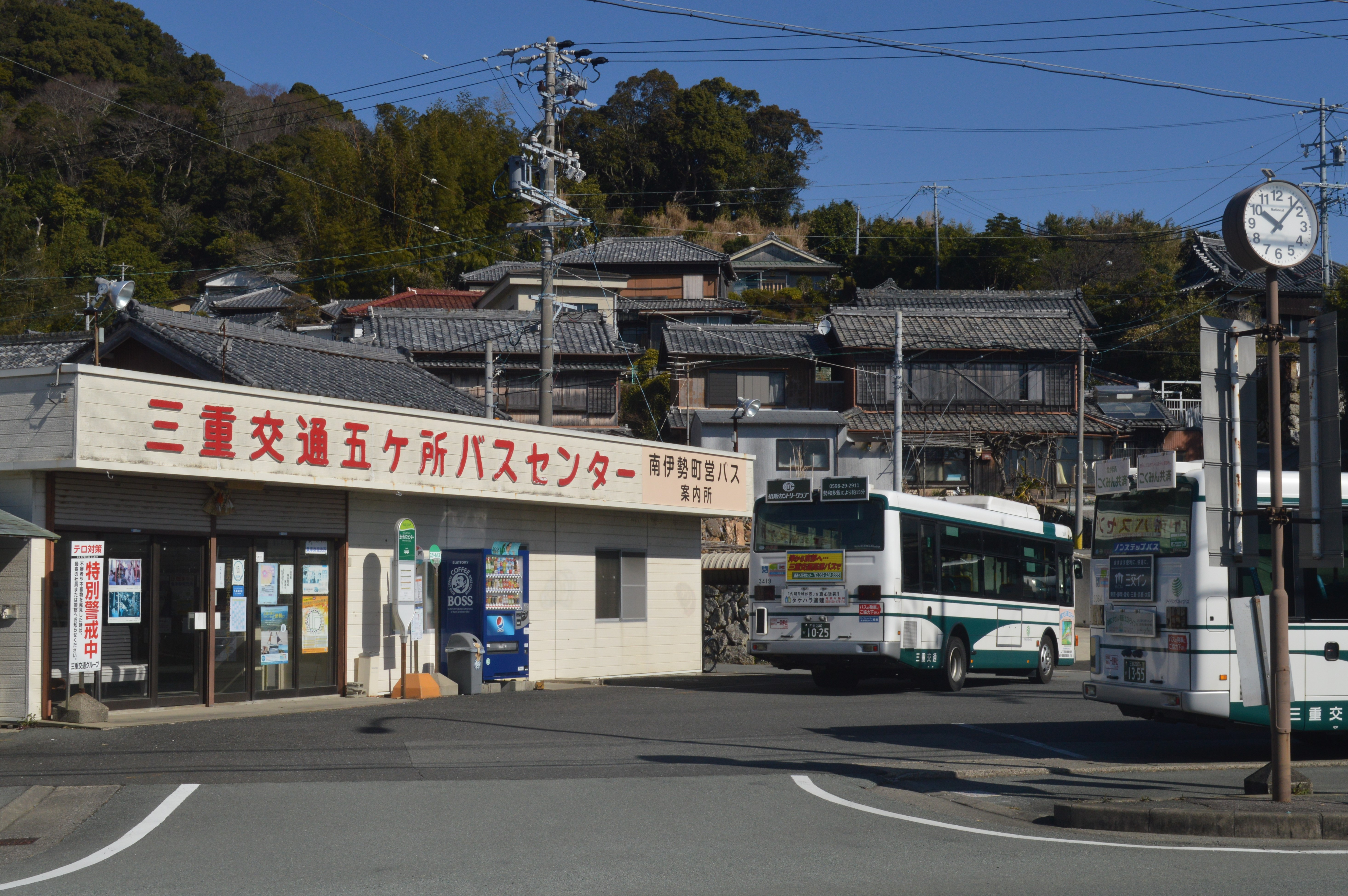
五ヶ所バスセンター

鉄道
鉄道は通っていない。最寄り駅は志摩市にある近鉄志摩線志摩磯部駅。
バス
三重交通志摩営業所管轄の五ヶ所バスセンターが運行の拠点となる。
- 三重交通
  - 80系統 宇治山田駅前・磯部バスセンター、南勢野添・神津佐（こんさ）
- 南伊勢町営バス
  - 南勢地区 五ヶ所小学校・町立病院・切原方面、木谷・宿浦方面、南勢野添・中津浜浦・相賀方面
  - 南島地区 阿曽浦・道方・神前・古和・南島棚橋方面

道路
- 国道260号 - 五ヶ所浦南部を東西に通る幹線道路。
- 三重県道12号伊勢南勢線 - 五ヶ所浦を南北に通る主要地方道。かつては名称の通り、伊勢市へ向かう主要道であったが、三重県道32号伊勢磯部線やサニーロードの開通後は交通量が減少した。
- 三重県道169号玉城南勢線（サニーロード） - 伊勢市や最寄りインターチェンジの伊勢自動車道玉城ICへ至る主要道。
- 三重県道720号横輪南勢線
- 三重県道769号中津浜浦五ヶ所浦線

### 廃止された交通
- 五ヶ所湾巡航船・観光船 - 1944年（昭和19年）に志摩マリンレジャーの前身である志摩航運が個人経営の渡船を合併し運航を開始し[23]、2000年（平成12年）3月まで運航していた[WEB 13]。陸上交通が発達していなかった頃は、五ヶ所湾岸の集落から五ヶ所浦へ買い物や診療に行く人や五ヶ所から路線バスに乗り換える人が多く利用していたが、末期には三重県立南勢高等学校（現在の三重県立南伊勢高等学校南勢校舎）へ通う生徒や観光客を主として1日120人程度の利用にとどまっていた[24]。

## 施設

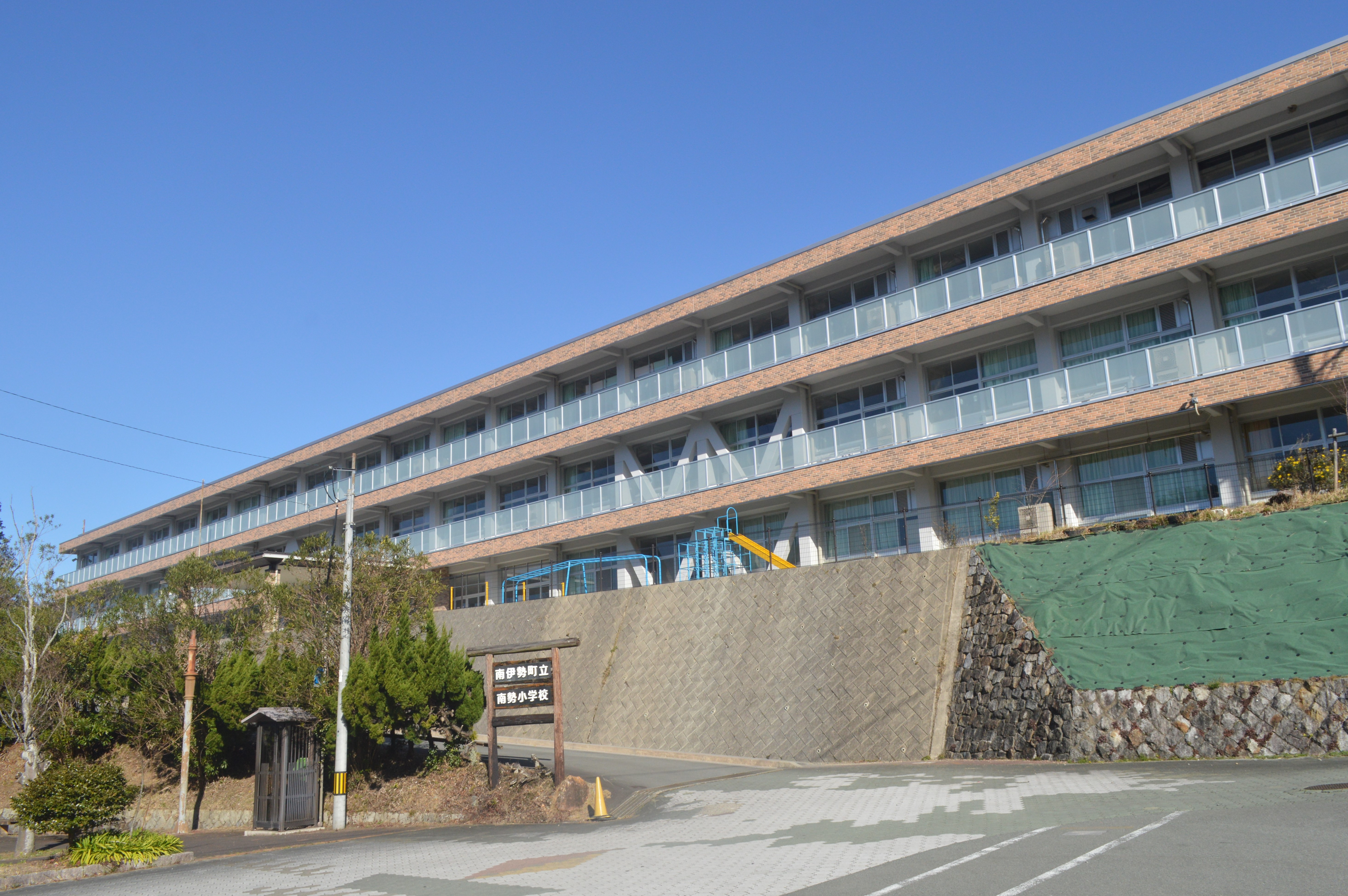
南伊勢町役場
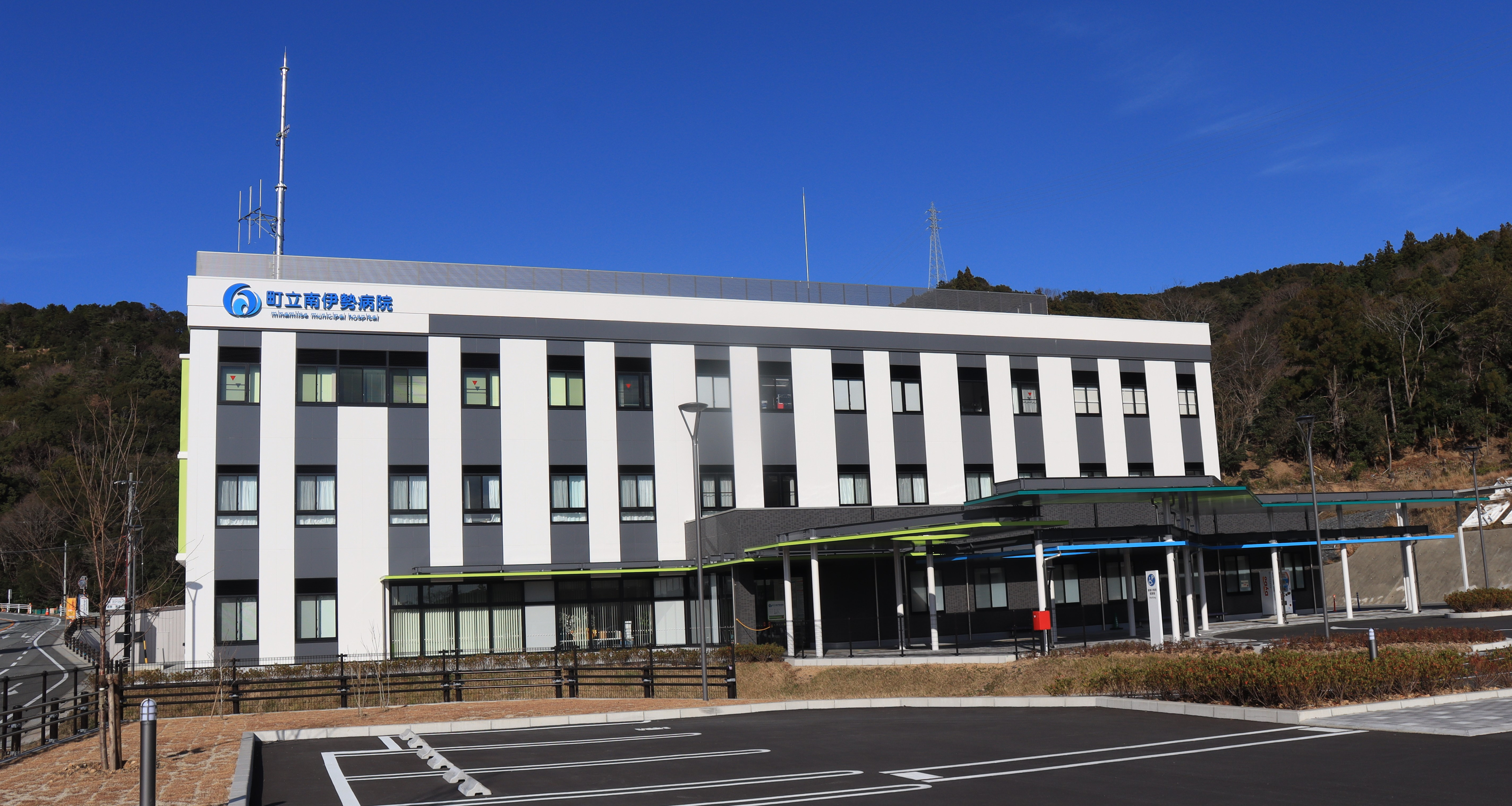
南伊勢町立南勢小学校
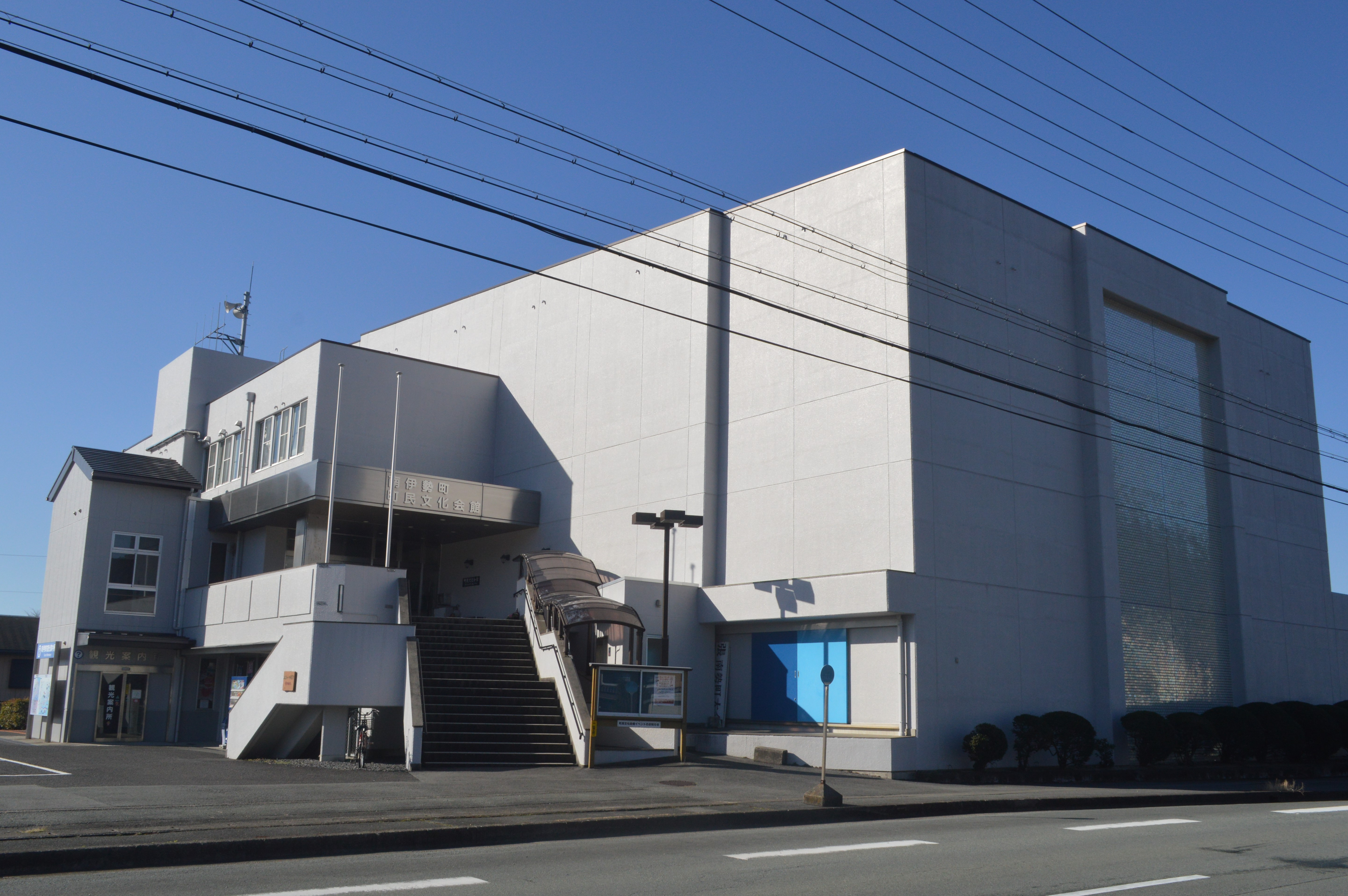
南伊勢町立保育所五ヶ所園
- 町立南伊勢病院
- 南伊勢町町民文化会館
  - 南伊勢町観光協会
- 南勢体育センター
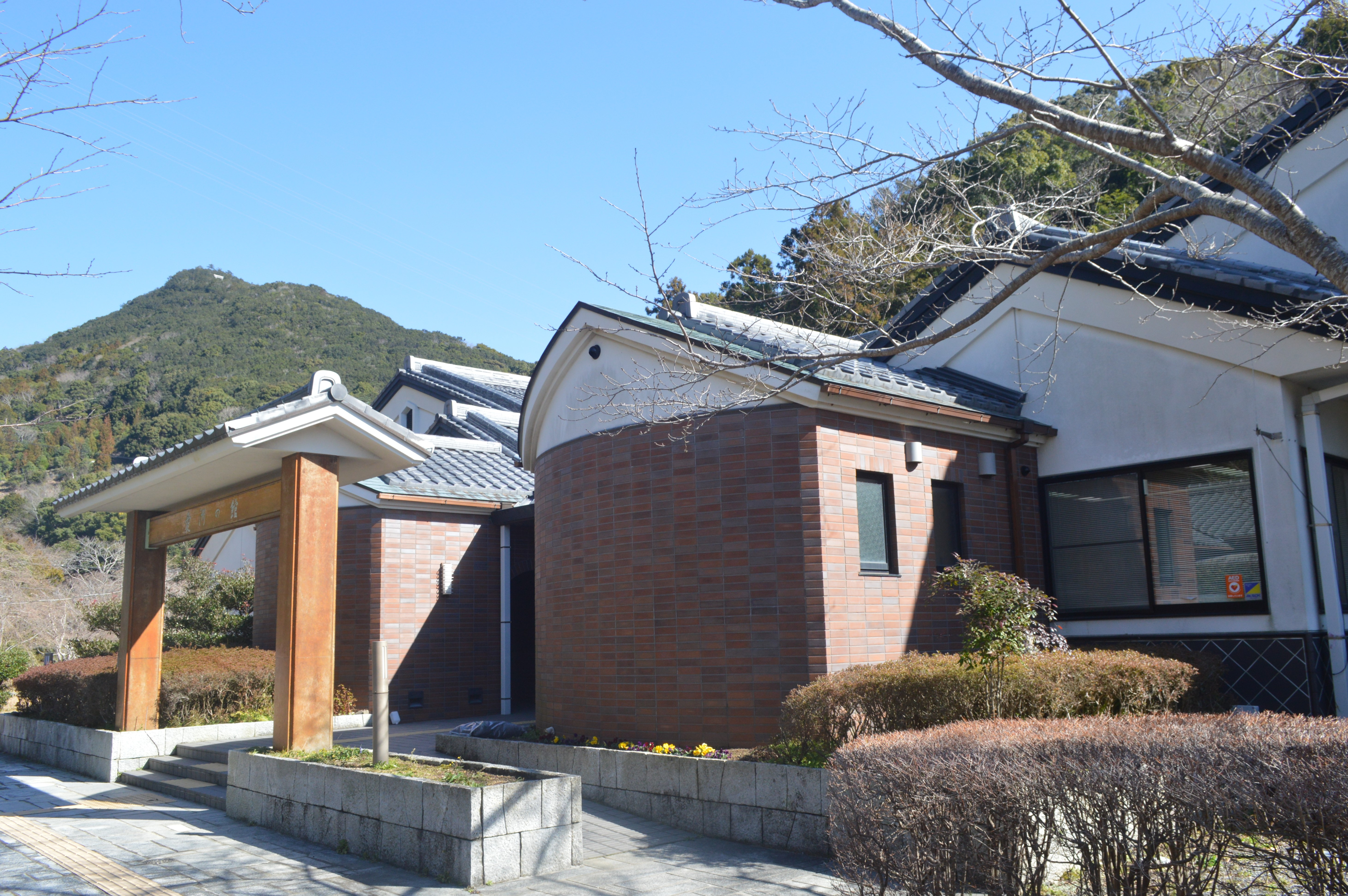
愛洲の里（五箇所城跡）
- 愛洲の館
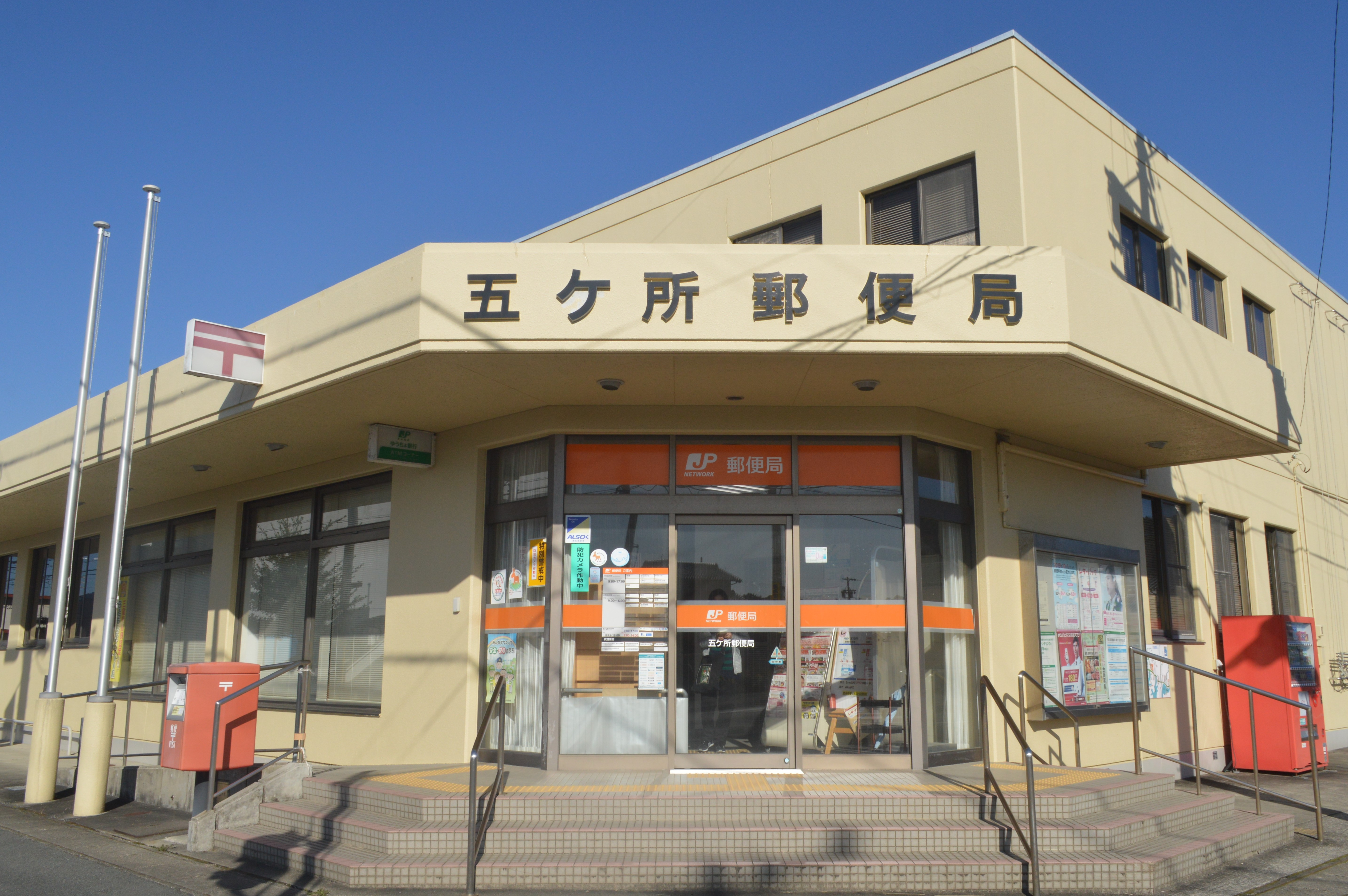
五ヶ所浦児童公園
- 伊勢警察署五ヶ所警察官駐在所
- 五ヶ所郵便局
- 伊勢農業協同組合南勢支店
- 三重外湾漁業協同組合五ヶ所浦事業所
- 百五銀行五ヶ所支店
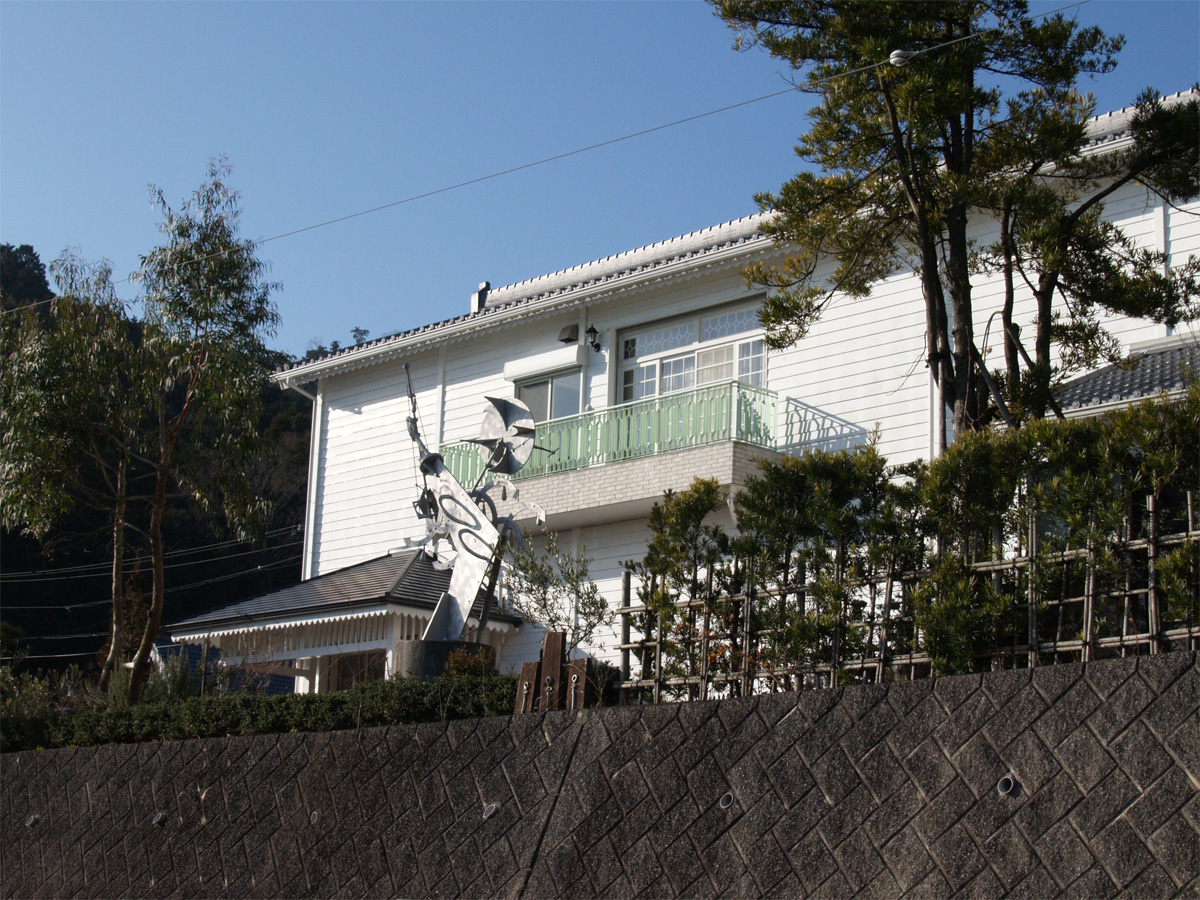
伊勢現代美術館
- 農事組合法人土実樹
- 旅館 二葉
- 愛の家グループホーム五ヶ所

- 南伊勢町立南勢小学校
- 町立南伊勢病院
- 南伊勢町町民文化会館
- 愛洲の館
- 五ヶ所郵便局
- 伊勢現代美術館

## 史跡

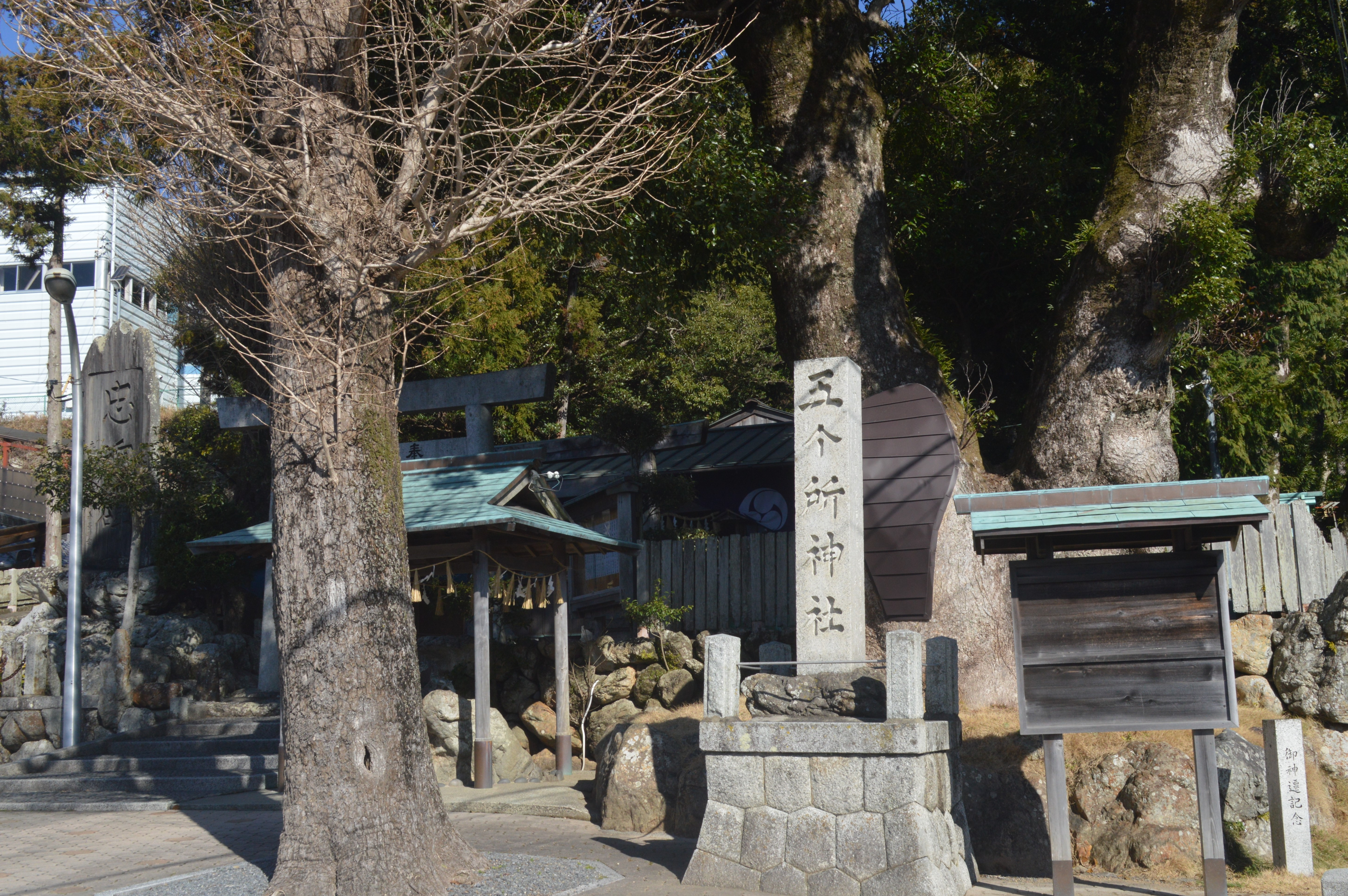
五ヶ所神社

- 五ヶ所神社 - 建武年間（南朝方では1334年から1336年）に愛洲氏によって創建された二天八王子社に起源を持つ[25]。1907年（明治40年）から1908年（明治41年）にかけて八柱神社（二天八王子社）に五ヶ所村内の諸社を合祀し、翌1909年（明治42年）3月20日に現在の社名に改めた[26]。旧社格は郷社。1914年（大正3年）に現在地へ遷座した[27]。
- 青龍寺 - 愛洲氏の菩提寺として弘治元年（1555年）に「仏護院」として創建された[28]。兵火による焼失や和尚の逝去などで歴史の断絶が見られる[29]。江戸時代に五ヶ所御番所が一時的に置かれていた[14]。1890年（明治23年）、臨済宗妙心寺派興国寺の末寺から妙心寺直下の寺院となった[30]。
- 瑠璃光山医王寺 - 元禄13年（1700年）に浄土真宗本願寺派に改宗するまでは真言宗の寺院であり、愛洲氏の祈願所であった[31]。
- 正泉寺 - 曹洞宗の仏教寺院。文安年間（1444年から1449年）に創建した寺院で、紀州藩が御番所を設置して以降、御番所の菩提所となる[32]。鎌倉時代の写経である「紙本墨書大般若経」を保有し、1954年（昭和29年）4月1日に三重県指定有形文化財（書跡）となった[WEB 14]。
- 御所島 - 平泰盛の娘・小松姫がここで亡くなり、村人が龍神を祀って霊を鎮めたことから「小松島」と名付けられ、音韻の似た「御所島」に変わったという伝説がある[33]。

## 出身者
- 泉聡（オレンジ） - お笑い芸人[WEB 15]

## その他

### 日本郵便
- 郵便番号 : 516-0101[WEB 3]（集配局：五ヶ所郵便局[WEB 16]）。

### WEB
1. 1 2  “三重県度会郡南伊勢町の町丁・字一覧”.   人口統計ラボ. 2019年9月16日閲覧。
2. 1 2  “男女別行政区別人口”.   南伊勢町 (2019年8月2日). 2019年9月16日閲覧。
3. 1 2  “五ヶ所浦の郵便番号”.  日本郵便. 2019年8月15日閲覧。
4. ↑  “市外局番の一覧”.   総務省. 2019年6月24日閲覧。
5. ↑  “住所コード検索”. 自動車登録関係コード検索システム.  国土交通省. 2016年7月24日時点のオリジナルよりアーカイブ。2016年7月24日閲覧。
6. 1 2  “みんなで、守ろう!活かそう!三重の文化財/情報データベース/獅子島の樹叢”.  三重県教育委員会事務局社会教育・文化財保護課. 2016年7月24日時点のオリジナルよりアーカイブ。2016年7月24日閲覧。
7. ↑  “五ヶ所浦の潮干狩 - 伊勢志摩きらり千選”.  伊勢志摩きらり千選実行グループ. 2016年7月24日時点のオリジナルよりアーカイブ。2016年7月24日閲覧。
8. ↑  “獅子島のハマジンチョウ”.   南伊勢町役場. 2016年7月24日時点のオリジナルよりアーカイブ。2016年7月24日閲覧。
9. 1 2  “平成17年国勢調査の調査結果(e-Stat) - 男女別人口及び世帯数 －町丁・字等”.   総務省統計局 (2014年6月27日). 2019年8月16日閲覧。
10. 1 2  “平成22年国勢調査の調査結果(e-Stat) - 男女別人口及び世帯数 －町丁・字等”.   総務省統計局 (2012年1月20日). 2019年8月16日閲覧。
11. 1 2  “平成27年国勢調査の調査結果(e-Stat) - 男女別人口及び世帯数 －町丁・字等”.   総務省統計局 (2017年1月27日). 2019年8月16日閲覧。
12. ↑  “南伊勢町就学等に関する規則”.   南伊勢町 (2014年4月1日). 2019年9月16日閲覧。
13. ↑  “ふるさと会/南勢町”.   五ヶ所湾ふるさとの会. 2016年7月24日時点のオリジナルよりアーカイブ。2016年7月24日閲覧。
14. ↑  “みんなで、守ろう!活かそう!三重の文化財/情報データベース/紙本墨書大般若経 建保二年十二月廿八日の校合銘がある。”.   三重県教育委員会事務局社会教育・文化財保護課. 2016年7月24日時点のオリジナルよりアーカイブ。2016年7月24日閲覧。
15. ↑  丸山崇志 (2013年12月18日). “お笑いコンビ「オレンジ」　南伊勢町観光大使に ゆるキャラ「たいみー」と町をPR”. 中部ご当地キャラニュース.  中日新聞社. 2016年8月22日時点のオリジナルよりアーカイブ。2016年8月22日閲覧。
16. ↑  “郵便番号簿 2018年度版” (PDF).   日本郵便. 2019年6月10日閲覧。

### 文献
1. ↑  中山（1984）：25ページ
2. ↑  中山（1984）：24ページ
3. 1 2 3  「角川日本地名大辞典」編纂委員会 1983, p. 1503.
4. ↑  「角川日本地名大辞典」編纂委員会 1983, pp. 484, 1503.
5. ↑  南勢町誌編さん委員会編 1985, p. 74.
6. 1 2 3 4 5 6 7 8 9 10 11 12 13 14 15 16 17 18 19 20 21 22 23 24  「角川日本地名大辞典」編纂委員会 1983, p. 483.
7. ↑  南勢町誌編さん委員会編 1985, p. 76.
8. ↑  南勢町誌編さん委員会編 1985, p. 77.
9. ↑  南勢町誌編さん委員会編 1985, pp. 88–89.
10. 1 2 3 4 5 6  平凡社地方資料センター 1983, p. 631.
11. ↑  平凡社地方資料センター 1983, p. 631-632.
12. ↑  南勢町誌編さん委員会編 1985, pp. 122–123.
13. ↑  南勢町誌編さん委員会編 1985, pp. 136–137.
14. 1 2  南勢町誌編さん委員会編 1985, p. 163.
15. ↑  南勢町誌編さん委員会編 1985, p. 180.
16. ↑  南勢町誌編さん委員会編 1985, p. 174.
17. 1 2  南勢町誌編さん委員会編 1985, p. 412.
18. ↑  「角川日本地名大辞典」編纂委員会 1983, pp. 483–484.
19. ↑  南勢町誌編さん委員会編 1985, p. 381.
20. ↑  南勢町誌編さん委員会編 1985, p. 305.
21. ↑  南勢町誌編さん委員会編 1985, pp. 413–414.
22. ↑  南勢町誌編さん委員会編 1985, pp. 414–415.
23. ↑  南勢町誌編さん委員会編 1985, p. 462.
24. ↑  南勢町誌編さん委員会編 1985, pp. 462–463.
25. ↑  南勢町誌編さん委員会編 1985, p. 780.
26. ↑  南勢町誌編さん委員会編 1985, p. 778.
27. ↑  南勢町誌編さん委員会編 1985, p. 779.
28. ↑  南勢町誌編さん委員会編 1985, p. 743.
29. ↑  南勢町誌編さん委員会編 1985, pp. 743–744.
30. ↑  南勢町誌編さん委員会編 1985, p. 745.
31. ↑  南勢町誌編さん委員会編 1985, p. 747.
32. ↑  南勢町誌編さん委員会編 1985, p. 749.
33. ↑  南勢町誌編さん委員会編 1985, p. 97.